# Gho Manhasan
Gho Manhasan é uma cidade e uma notified area committee no distrito de Jammu, no estado indiano de Jammu & Kashmir.

## Demografia
Segundo o censo de 2001, Gho Manhasan tinha uma população de 3709 habitantes. Os indivíduos do sexo masculino constituem 53% da população e os do sexo feminino 47%. Gho Manhasan tem uma taxa de literacia de 67%, superior à média nacional de 59,5%: a literacia no sexo masculino é de 74% e no sexo feminino é de 60%. Em Gho Manhasan, 12% da população está abaixo dos 6 anos de idade.